# قواعدی برای جهت‌دهی ذهن
قوانینی برای جهت‌دهی ذهن (انگلیسی: Rules for the Direction of the Mind) اثری ناتمام در مورد روش صحیح تفکر علمی و فلسفی اثر رنه دکارت است. دکارت نوشتن این اثر را در سال ۱۶۲۸ آغاز کرد و در سال ۱۷۰۱ پس از مرگ او منتشر شد. اساس کار این رساله در مورد مسائل پیچیده ریاضیات، هندسه، علم و فلسفه مشخص است. تخمین زده می‌شود که این اثر در طول تقریباً ۱۰ سال نوشته شده باشد، و به‌همین دلیل تغییر نظرات دکارت در استفاده و تعریف خود از این قوانین مشهود است. قوانینی برای جهت‌دهی ذهن با عنوان اثری پیشرو و «کتابچه راهنما» برای دیگر کارها و روش‌های او توصیف شده است.
در این اثر، در مجموع ۳۶ قانون برنامه‌ریزی شده بود. قواعد ۱ تا ۱۲ به تعریف علم، عملیات اصلی روش علمی (شهود، استنباط، و فهرست شمارا)، و آنچه دکارت آن را «گزاره‌های ساده» می‌نامد، و «به‌طور خودبه‌خود برای ما اتفاق می‌افتد» می‌پردازد؛ این‌ها موضوعات یقینی و شناختی یا شهود آشکار هستند. قواعد ۱۳ تا ۲۴ به آنچه دکارت آن را «مسائل کاملاً درک‌شده» می‌گوید، یا مسائلی که در آن‌ها همه شرایط مربوط به حل مسئله مشخص است و اصولاً در حساب و هندسه به‌وجود می‌آیند، می‌پردازد. قوانین ۲۵ تا ۳۶ به «مسائل نیمه درک‌شده» یا مشکلاتی می‌پردازد که در آن‌ها یک یا چند شرط مربوط به حل مسئله شناخته‌شده نیست، اما باید پیدا شود. این مسائل بیشتر در فلسفه طبیعی و متافیزیک به‌وجود می‌آیند. این اثر در قانون ۲۱ پیش از موعد به پایان می‌رسد.

## قوانین
| #  | قانون |
| -- | --- |
| ۱  | هدف مطالعات ما باید جهت‌دهی ذهن ما باشد تا بتواند در هر موضوعی که مطرح می‌شود قضاوت‌های استوار و واقعی داشته باشد. |
| ۲  | ما باید تنها با آن اشیاء که قدرت‌های فکری ما قادر به دانستن آن‌ها هستند، مشغول شویم. |
| ۳  | در مورد هر موضوعی که پیشنهاد می‌کنیم بررسی کنیم، این‌که دیگران چه فکر کرده‌اند یا ما خود چه حدس می‌زنیم مهم نیست، بلکه آنچه را که می‌توانیم به وضوح و آشکارا با هوش خود درک کنیم یا با اطمینان نتیجه‌گیری کنیم را بررسی کنیم. برای کسب دانش هیچ راهی دیگر جز این وجود ندارد.                                                                        |
| ۴  | برای کشف حقیقت به یک روش نیاز است. |
| ۵  | روش به‌طور کامل شامل ترتیب و تنظیم اجسام است که اگر می‌خواهیم هر چیزی را کشف کنیم، باید دید ذهنی ما را به‌سمت آن هدایت کند. دقیقاً با آن مطابقت خواهیم داشت اگر مقدمات مربوط و نامعلوم را مرحله‌به‌مرحله به آن‌هایی که ساده‌تر هستند کاهش دهیم و سپس از درک بصری از همه آن‌هایی که کاملاً ساده هستند، تلاش کنیم که با مراحل مشابه به دانش دیگران برسیم. |
| ۶  | برای جدا کردن ساده از آنچه پیچیده است و برای مرتب کردن این مسائل به‌صورت روش‌ناک، باید در مورد هر سری از حقایق که یکی از دیگری اخذ کرده‌ایم، توجه کنیم، که کدام واقعیت ساده، بزرگتر، کمتر یا برابراست و تفاوت را نشان دهیم. |
| ۷  | اگر می‌خواهیم علم ما کامل باشد، آن مسائل که به هدف ما کمک می‌کنند باید توسط یک جنبش تفکر که مداوم است و هیچ‌جا قطع نمی‌شود مورد بررسی قرار گیرند؛ همچنین باید در یک فهرست شامل شوند که هم مناسب و هم روشنگر است. |
| ۸  | اگر در مسائل مورد بررسی به مرحله‌ای برسیم که درک ما به اندازه کافی قادر به شناخت بدیهیات نیست، باید در آن مرحله متوقف شویم. نباید تلاش کنیم که آنچه را که لازم است بعد از آن مرحله انجام می‌شود بررسی کنیم؛ بنابراین از کار زائدی خودداری خواهیم کرد.                                                                                           |
| ۹  | ما باید تمام توجه خود را به بی‌اهمیت‌ترین و آسان‌ترین واقعیت‌ها اختصاص دهیم و مدت طولانی در تفکر در آن بمانیم تا زمانی که به دیدن حقیقت واضح عادت کنیم. |
| ۱۰ | برای این‌که ذهن هوشیاری خود را به‌دست‌آورد باید در دنبال کردن آن سوالات که راه‌حلش توسط دیگران پیدا شده است، تمرین شود؛ و باید به‌طور منسجم حتی کوچک‌ترین اختراع‌هارا درنظر بگیریم، اگرچه باید آن‌هایی که در آن ترتیب توضیح داده شده یا ضمنی است ترجیح داده شوند.                                                                                     |
| ۱۱ | اگر بعد از این‌که به‌طور بدیهی تعدادی از حقایق ساده را تشخیص داده‌ایم، می‌خواهیم از آن‌ها نتیجه‌گیری کنیم، مفید است که آن‌ها را در یک عمل مداوم و بی‌وقفه فکری، بازتاب در مورد روابط آن‌ها با یکدیگر، و به‌طور مشخص تعدادی از این مقالات را در کنار هم دهیم؛ زیرا این راهی برای اطمینان بیشتر از دانش و افزایش قدرت ذهن ماست.                           |
| ۱۲ | در نهایت باید از همه کمک‌های درک تخیل، حس و حافظه استفاده کنیم، ابتدا با هدف داشتن یک حس واضح از مقالات ساده؛ تا بعدتر که به مقایسه مقالات بپردازیم. |